# Something for Thee Hotties
Something for Thee Hotties è un album di raccolta della rapper statunitense Megan Thee Stallion, pubblicato il 29 ottobre 2021.

## Cause legali
Successivamente alla pubblicazione dell'album la 1501 Certified non lo ha riconosciuto come tale. La casa discografica afferma che il progetto presenti 44:38 minuti di ascolto, inferiori ai 45 minuti previsti dal contratto discografico della cantante, di cui 29 minuti di nuovi materiali. Inoltre con il disconoscimento del progetto la rapper avrebbe dovuto pubblicare altri due album oltre a Something. Il 18 febbraio 2022, la rapper ha intrapreso una causa legale contro l'etichetta sostenendo che Something rispetta la definizione di album.

## Tracce
1. Tuned In Freestyle – 2:03
2. Megan Monday Freestyle – 1:53
3. Trippy Skit (featuring Juicy J) – 1:12
4. Southside Forever Freestyle – 2:57
5. Outta Town Freestyle – 1:20
6. Megan's Piano – 1:53
7. VickeeLo and Dino BTW Skit – 1:02
8. Eat It – 2:25
9. All of It – 1:53
10. Warning – 2:34
11. Kitty Kat – 2:05
12. Tina Snow Interlude – 3:04
13. God's Favorite – 1:30
14. Let Me See It – 3:09
15. Opposite Day – 2:14
16. Freakend – 1:54
17. Bae Goals – 2:28
18. Pipe Up – 2:49
19. Bless the Booth Freestyle – 2:06
20. Thot Shit – 3:04
21. To Thee Hotties – 0:53

## Classifiche

### Classifiche settimanali
| Classifica (2020) | Posizione massima |
| ----------------- | ----------------- |
| Canada            | 69                |
| Stati Uniti       | 5                 |